# جاكي وليامز (لاعب كرة قدم)
جاكي وليامز (بالإنجليزية: Jackie Williams)‏ (29 مارس 1911 في المملكة المتحدة - 12 أكتوبر 1987 في المملكة المتحدة) هو مدرب كرة قدم ولاعب كرة قدم بريطاني (وحمل سابقاً جنسية المملكة المتحدة لبريطانيا العظمى وأيرلندا) في مركز الوسط. شارك مع منتخب ويلز لكرة القدم. أما مع النوادي، فقد لعب مع أستون فيلا وإيبسويتش تاون ونادي ريكسهام ونادي سانت إيلي تاون وهدرسفيلد تاون.